# Robert Recorde

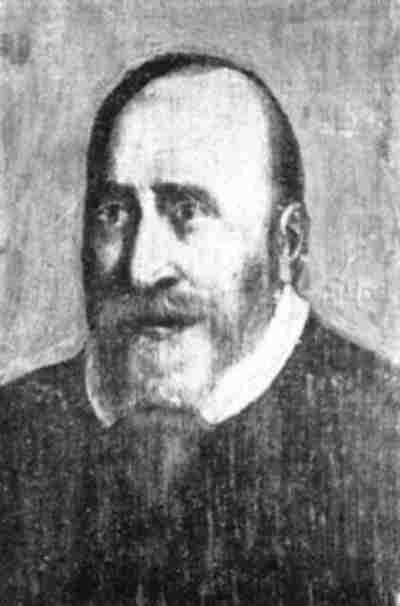

Robert Recorde (Tenby (Wales), circa 1510 - Southwark, 1558) was een wis- en natuurkundige uit Wales. Hij introduceerde in 1557 het gelijkheidsteken, het = teken. Hij tekende de lijnen veel langer dan we nu gewend zijn, om duidelijk te maken dat de lijnen parallel lopen. Zijn argument daarvoor was: "Niets is meer gelijk aan elkaar dan 2 parallelle lijnen."

## Carrière
Na gestudeerd te hebben aan de Universiteit van Oxford, studeerde hij in 1545 af in de geneeskunde aan de universiteit van Cambridge. Hij werd lijfarts van koning Edward VI en diens opvolger koningin Mary Tudor. Hij functioneerde een tijdlang als "Comptroller of Mines and Monies" in Ierland. Hij doceerde wiskunde aan de universiteiten van Oxford en Cambridge.

## Gevangenschap en dood
Recorde overleed in de gevangenis King's Bench Prison te Southwark. De meest aanvaarde veronderstelling is dat hij was opgesloten wegens schulden, hoewel sommige historici ernstiger overtredingen vermoeden.

## Bron
1. 1 2  James R. Newman, "The World of Mathematics," deel 1, Simon and Schuster, New York 1956.